# Nationalpark Muránska planina
Der Nationalpark Muránska planina (slowakisch Národný park Muránska planina) ist ein slowakischer Nationalpark fast genau im Herzen des Landes. Die Fläche des Nationalparks bedeckt sowohl das gleichnamige Gebirge Muránska planina (deutsch etwa „Muraner Plateau“) als auch Teile der Nachbargebirge Veporské vrchy und Stolické vrchy, alle Teil des Slowakischen Erzgebirges. Mit der Gründung im Jahre 1997 gehört der Park zu den jüngeren Nationalparks der Slowakei. Der Vorgänger war das 1976 ausgerufene Landschaftsschutzgebiet.
Der Sitz der Verwaltung befindet sich in Revúca.

## Geographie

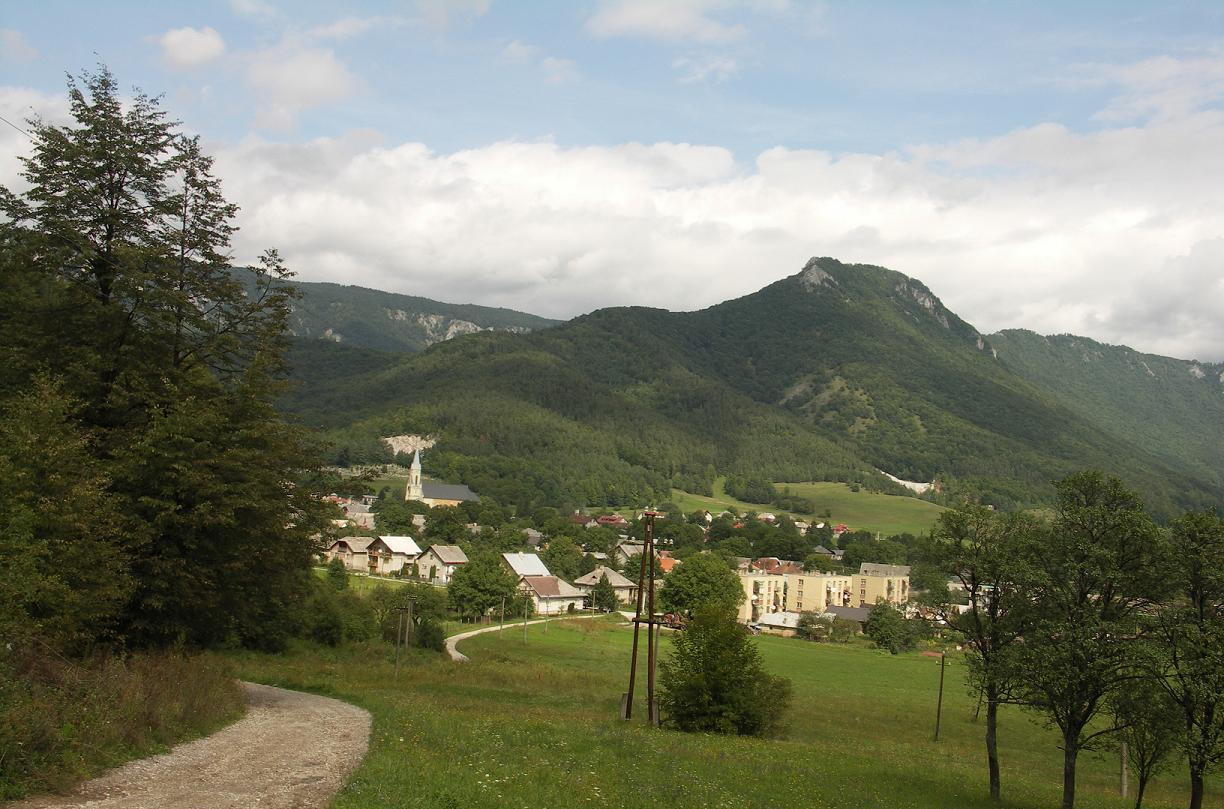
Der Berg Cigánka (935 m n.m) oberhalb der Gemeinde Muráň

Der ganze Nationalpark liegt im politischen Bezirk Banskobystrický kraj (Okresy Brezno, Revúca und Rimavská Sobota). 
Die Größe der Kernzone beträgt 203,18 km², jene der Schutzzone 216,98 km², insgesamt 420,16 km². Das Herz des Parks besteht aus Kalkstein- und Dolomitplateaus mit verschiedenen Karstformationen. Die Länge der Karstlandschaft, die sich von der Ortschaft Červená Skala (Teil der Gemeinde Šumiac) zur Stadt Tisovec zieht, beträgt etwa 25 km. Im Park befinden sich mehr als 150 Höhlen, 15 Schlünde und mehr als 50 Senken und Quellen. Keine der Höhlen ist jedoch der Öffentlichkeit zugänglich. Das längste bekannte Höhlensystem heißt Bobačka und ist etwa 3 km lang.
Die Bäche des Gebirges werden von den Flüssen Hron, Rimava und Muráň (letzte zwei Zuflüsse der Slaná) entwässert.
Der höchste Berg des Nationalparks ist die Fabova hoľa (1439 m n.m.), in der Schutzzone weit im Osten liegt noch die höher gelegene Stolica (1476 m n.m.). NB: Die höchste Erhebung des Gebirges Muránska planina ist der Kľak mit 1409 m n.m.

## Flora und Fauna

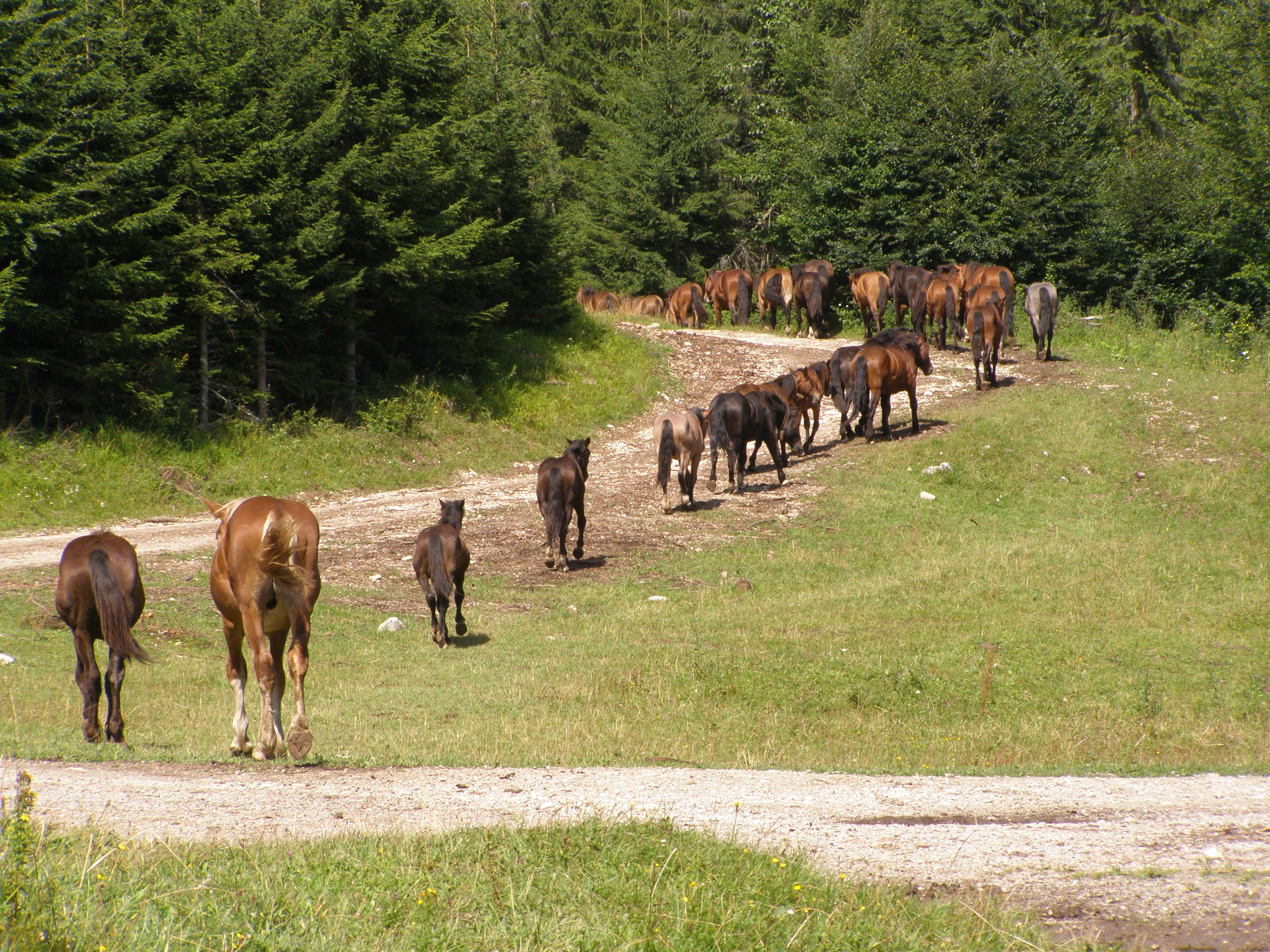
Huzulen im Nationalpark

Etwa 86 % des Nationalparks sind bewaldet. In Lagen von 500 bis 700 m n.m. kommen Eichen und Hainbuchen vor. Weiter bis 1000 m n.m. dominieren Buchen und oberhalb dieser Höhe Fichten. Vereinzelt kann man auch Bergkiefern finden. Da kein Berg über die Waldgrenze hinaus ragt, sind Weiden eine Folge der menschlichen Tätigkeit, insbesondere der Hirten. Die Pflanzenwelt weist eine Biodiversität und Artenvielfalt auf. Es sind 1150 Pflanzenarten bekannt, davon sind 97 gesetzlich geschützt und 35 zählen als Endemite und Subendemite. Die klimatischen und landschaftlichen Eigenschaften bewirken eine Vielfalt in der Pflanzenwelt: an den sonnigen Südhängen wachsen wärme- und trockenliebende Pflanzen. Auf den Nordhängen wachsen hingegen subalpine und alpine Pflanzen. Ein Endemit und Symbol des Nationalparks ist der Slowakische Seidelbast (Daphne arbuscula), der nur in diesem Gebirge wächst, oder der slowakische Endemit Karpaten-Schöterich (Erysimum wittmanni).
Die Tierwelt richtet sich nach den Vegetationsstufen. Teilweise entsprechen die Arten jenen in der gesamten Slowakei, einige sind aber spezifisch für diesen Nationalpark. Die Artenvielfalt der Wirbellosen wird durch 450 Käfer-, 350 Schmetterling-, fast 300 Spinnen-, etwa 200 Zweiflügler-, 75 Weichtier- und 40 Doppel- und Hundertfüßerarten repräsentiert. Wirbeltiere sind mit 127 Vogel-, 69 Säugetier-, 10 Lurch- und 9 Kriechtierarten vertreten. Einige Greifvögel, die zu sehen sind: Sakerfalke, Schreiadler, Steinadler und Wespenbussard. 22 Fledermausarten wurden bis heute nachgewiesen. Eine Spezialität des Nationalparks ist die Zucht halbwilder Pferde: es handelt sich um den Noriker des Muraner Typs sowie um Huzulen.

## Tourismus
Durch den Nationalpark verlaufen etwa 300 km markierte Wanderwege. Neben der Natur kann man auch Ruinen der Burg Muráň besichtigen. Auf der Nordseite gibt es wenige Skiorte, wie zum Beispiel bei Polomka oder Pohorelá. Typische Ausgangspunkte sind Tisovec, Muráň und Červená Skala, weiters auch Závadka nad Hronom und der Zbojská-Pass.

## Besonderer Naturschutz

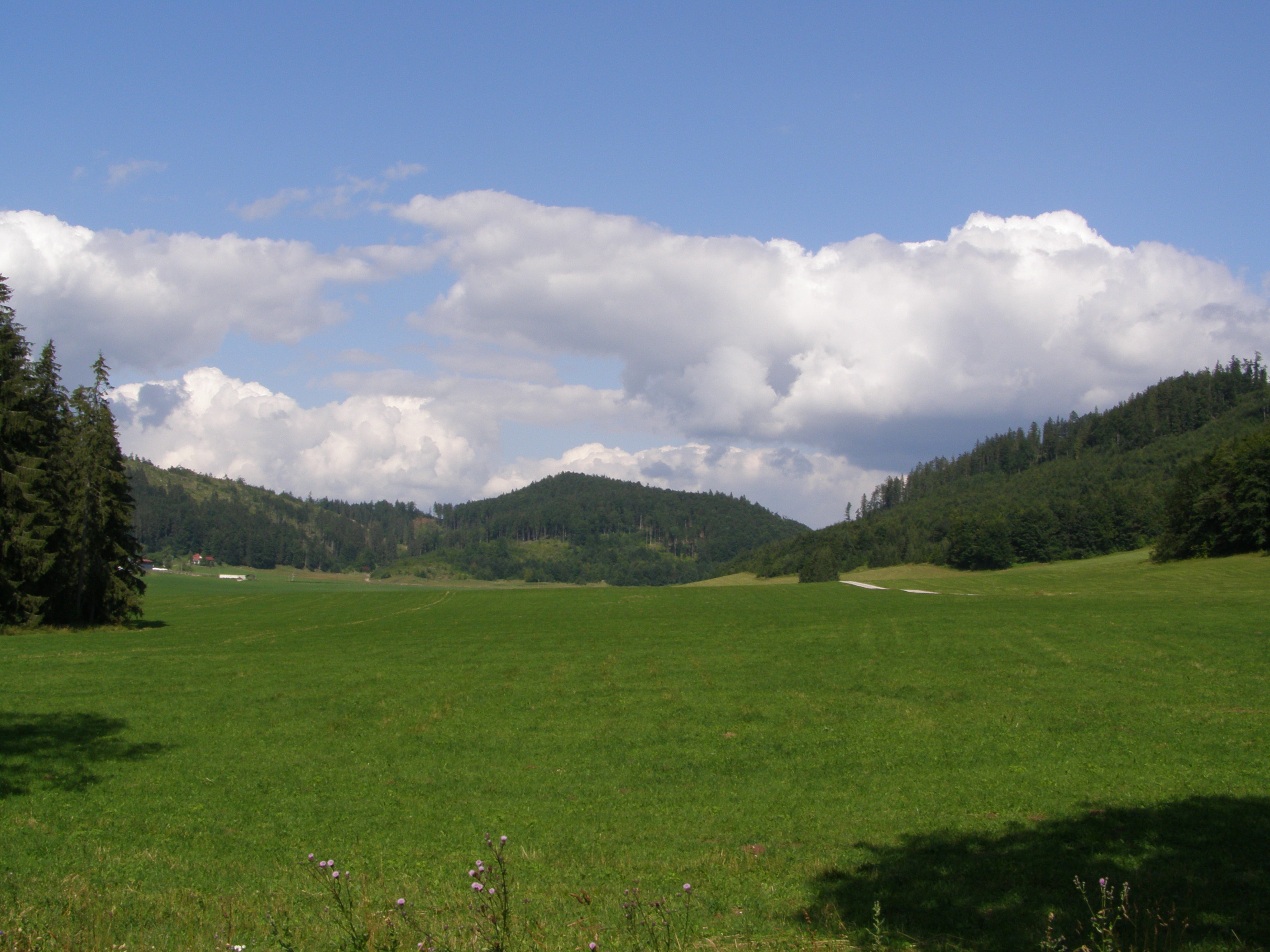
Veľká lúka (wörtlich Große Wiese)

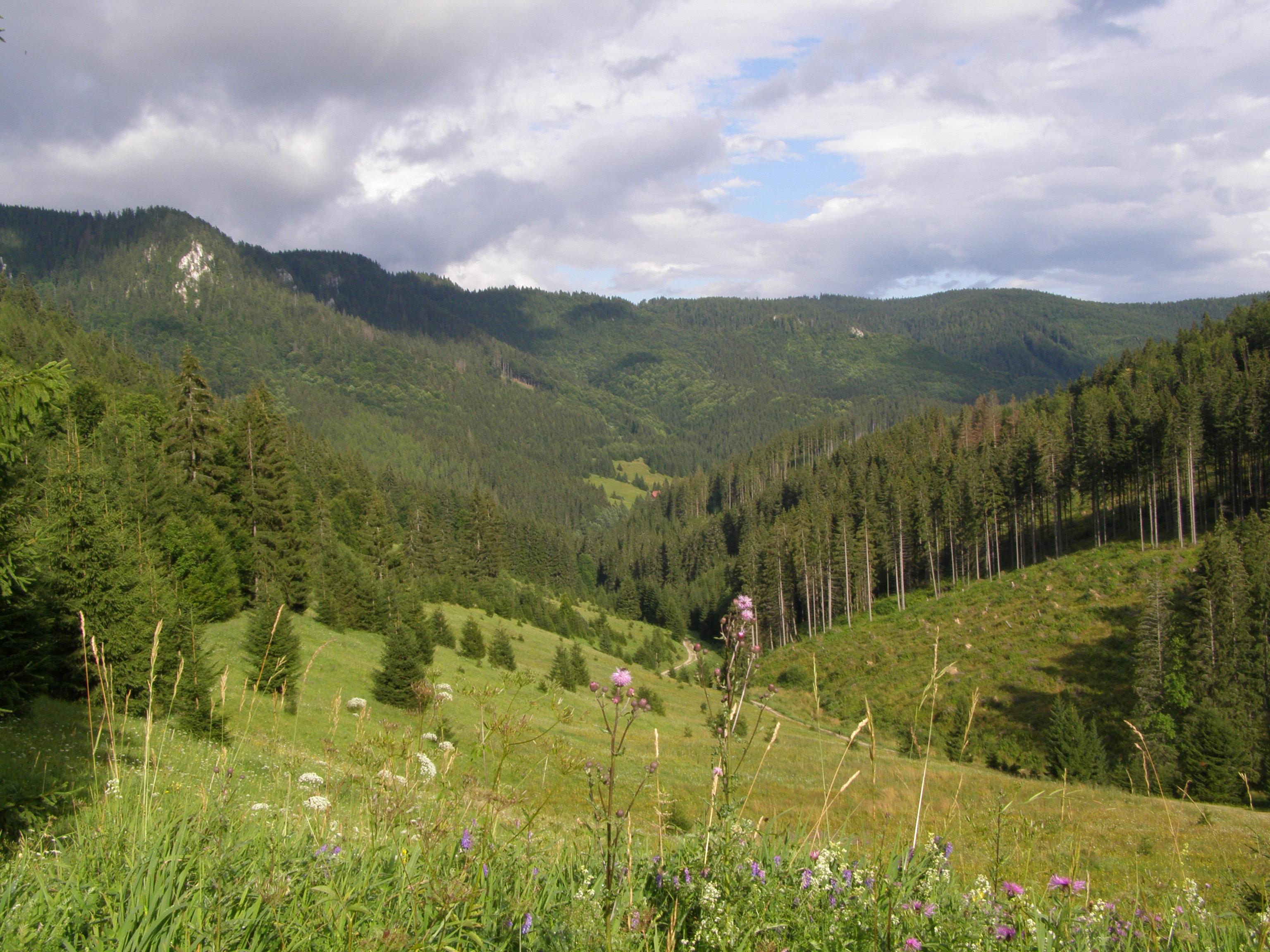
Veľká Stožka (links) vom Sattel Randavica aus gesehen

- Národné prírodné rezervácie (NPR, Nationale Naturreservate)

| Cigánka (44,25 ha, seit 1984) Hrdzavá (357,19 ha, 1986) Javorníková (170,65 ha, 1986) Kášter (57,73 ha, 1984) Malá Stožka (59,61 ha, 1965) | Poludnica (330,43 ha, 1984) Šarkanica (454,75 ha, 1984) Šiance (132,06 ha, 1999) Veľká Stožka (259,21 ha, 1965) Zlatnica (154,06 ha, 1993) |

- Národné prírodné pamiatky (NPP, Nationale Naturdenkmale)

Bobačka (seit 2001)
- Prírodné pamiatky (PP, Naturdenkmale)

Wesselényiho jaskyňa (seit 1994)
- Prírodné rezervácie (PR, Naturreservate)

| Fabova hoľa (261,75 ha, seit 1988) Havrania dolina (229,67 ha, 1996) Mašianske skalky (16,93 ha, 1980) | Mokrá Poľana (13,52 ha, 2000) Nad Furmancom (2,78 ha, 2003) Zlatnianske skalky (30,67 ha, 1981) |